# Moj mladsjij brat
Moj mladsjij brat (russisk: Мой младший брат) er en sovjetisk spillefilm fra 1962 af Aleksandr Sarkhi.

## Medvirkende
- Ljudmila Martjenko som Galja
- Aleksandr Zbruev som Dima Denisov
- Oleg Dahl som Alik
- Andrej Mironov som Jurka
- Oleg Jefremov som Viktor Denisov